# Ocesobates kumadai
Ocesobates kumadai är en kvalsterart som beskrevs av Aoki 1965. Ocesobates kumadai ingår i släktet Ocesobates och familjen Chamobatidae. Inga underarter finns listade i Catalogue of Life.